# ソクハイ

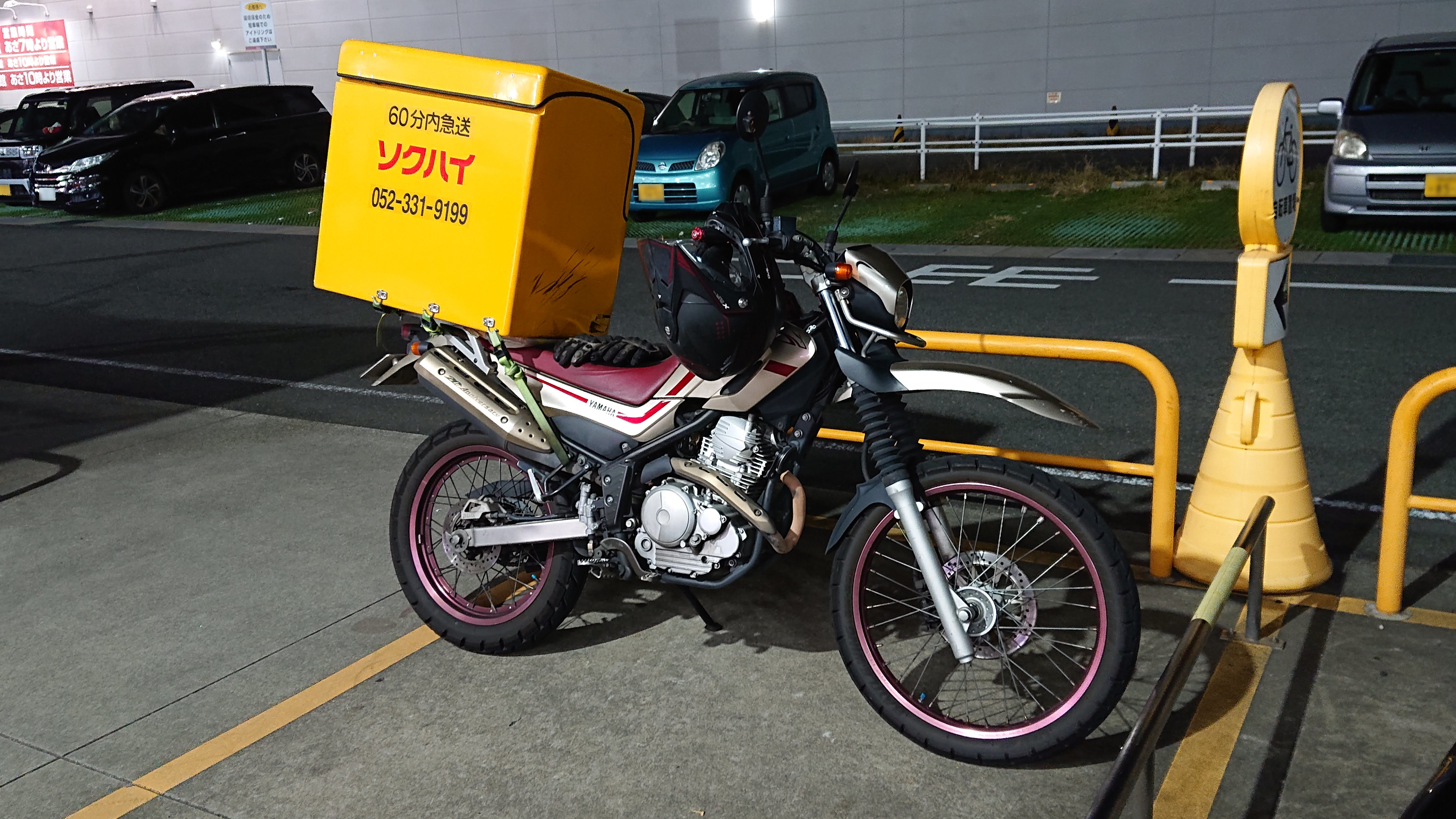
配達用のバイク（名古屋地区、2020年11月）

株式会社ソクハイは東京都品川区に本社を置く、バイク便を中心とした陸運業の企業である。
ロジクエスト、セルート、新ダット・ジャパンとともにバイク便の大手4社の一つとされる。
国内で初めて1982年（昭和57年）にバイク便事業を手がける事業者として 世田谷区で創業された。

## 沿革
- 1982年（昭和57年）  9月 世田谷区世田谷において「日本即配」として創業
- 1984年（昭和59年）  7月 港区西麻布に移転し、株式会社ソクハイに商号変更
- 1985年（昭和60年）  7月 品川区北品川1-3-5に本社移転
- 1989年（平成元年）  5月 本社・営業所間を結ぶコンピュータオンラインシステム完成
- 1989年（平成元年）  9月 全ライダーに携帯無線機配備
- 1990年（平成2年） 10月 品川区北品川1-1-15に本社移転
- 1992年（平成4年）  3月 メール即配便23区展開を開始
- 1992年（平成4年） 12月 物流二法により、バイク便が貨物軽自動車運送事業として認可
- 1993年（平成5年）  4月 年中無休・24時間営業開始
- 1994年（平成6年）  3月 品川区北品川1-10-4に本社移転
- 1994年（平成6年）  6月 整備工場設置（世田谷区千歳台）
- 1995年（平成7年）  1月 阪神・淡路大震災の被災地へオートバイ50台を派遣
- 1995年（平成7年）  4月 メール即配便本部を港区虎ノ門に設置
- 1996年（平成8年）  5月 品川区東品川2-5-8に本社移転
- 1996年（平成8年）  7月 新整備工場完成（品川区東品川）
- 1997年（平成9年）  4月 カーゴ即配便開始
- 1998年（平成10年）  4月 大阪支社設立
- 1998年（平成10年） 10月 メッセンジャー即配便開始
- 1999年（平成11年）  7月 J-フォン東日本（株）と共同してEメール(スカイウォーカー)による文字通信配車システムを開発・運用開始
- 1999年（平成11年） 12月 レスキュー即配便“Y2K対応パック”展開
- 2000年（平成12年）  9月 ISO9002規格 認証取得、10月 メッセンジャー即配便5区から8区へ展開を開始、11月 品川研修センター完成
- 2001年（平成13年）  9月 クイックW便開始
- 2002年（平成14年）  8月 メッセンジャー即配便8区から11区へ集配地域拡大、サービス内容拡充
- 2003年（平成15年）  4月 「特定信書便事業」免許取得
- 2003年（平成15年）  5月 ISO9001：2000に更新（東京本社）
- 2003年（平成15年）  8月 日本航空株式会社と「JALマイレージ」業務提携
- 2005年（平成17年）  3月 名古屋支社設立、セキュリティ即配便開始、9月 ISMS(Ver.2.0)認証取得（東京本社）
- 2007年（平成19年）  3月 ISO/IEC27001認証取得（東京本社）
- 2007年（平成19年）  1月 バイク便業界としては初の労働組合ソクハイユニオン「ソクハイユニオン」が結成される
- 2008年（平成20年）  2月 一般労働者派遣事業免許取得(般13-303452)
- 2008年（平成20年） 11月 労働組合役員を不当に実質的な解雇したとして東京地裁に提訴される[2][3]
- 2010年（平成22年） 10月18日 「ソクハイ電報」開始
- 2011年（平成23年） 1月11日 バイク便のオンライン集荷依頼を開始
- 2014年（平成26年） 7月1日 専用決済端末による対面クレジットカード決済の開始[4]
- 2020年 (令和2年） 9月30日  メッセンジャー即配便終了